# Çotanak體育園區
Çotanak體育園區 (土耳其語：Çotanak Spor Kompleksi)是一座位於土耳其吉雷松的體育場。本體育場最多可容納21,500人，在最初設計時曾規劃可容納22,028人。本體育場取代Giresun Atatürk Stadium成為土耳其足球超級聯賽基利森體育俱樂部的新主場 體育場旁邊有一座可容納1000名觀眾的奧林匹克游泳池和訓練場。